# Ceratobulimina
Ceratobulimina es un género de foraminífero bentónico de la subfamilia Ceratobulimininae, de la familia Ceratobuliminidae, de la superfamilia Ceratobuliminoidea, del suborden Robertinina y del orden Robertinida. Su especie tipo es Rotalina contraria. Su rango cronoestratigráfico abarca desde el Albiense (Cretácico inferior) hasta la Actualidad.

## Clasificación
Se han descrito numerosas especies de Ceratobulimina. Entre las especies más interesantes o más conocidas destacan:
- Ceratobulimina awamoana
- Ceratobulimina contraria
- Ceratobulimina kellumi
- Ceratobulimina lornensis

Un listado completo de las especies descritas en el género Ceratobulimina puede verse en el siguiente anexo.
En Ceratobulimina se han considerado los siguientes subgéneros:
- Ceratobulimina (Caretocancris), aceptado como género Caretocancris
- Ceratobulimina (Ceratolamarckina), aceptado como género Ceratolamarckina